# Dick Chama
Dickson Chama, plus connu sous le nom de Dick Chama (né le 11 février 1946 à Bancroft à l'époque en Rhodésie du Nord et aujourd'hui en Zambie, et mort le 21 mars 2006 à Lusaka) est un joueur de football international zambien, qui évoluait au poste de défenseur, avant de devenir ensuite entraîneur.

## Biographie

### Carrière de joueur

#### Carrière en club
Avec l'équipe de Zambia Army, il remporte un championnat de Zambie et joue une finale de Coupe de Zambie.

#### Carrière en sélection
Avec l'équipe de Zambie, il joue 78 matchs (pour 6 buts inscrits) entre 1967 et 1976[réf. nécessaire]. 
Il figure dans le groupe des sélectionnés lors de la Coupe d'Afrique des nations de 1974 organisée en Égypte. La sélection zambienne atteint la finale de la compétition, en étant battue par l'équipe du Zaïre.
Il joue enfin 13 matchs comptant pour les tours préliminaires de la coupe du monde, lors des éditions 1970, 1974 et 1978.

### Carrière d'entraîneur
En tant que manager, il remporte deux championnats de Zambie avec le club de Green Buffaloes, et une Coupe du Zimbabwe avec le club des  Highlanders.

## Palmarès

### Palmarès de joueur
| Zambia Army - Championnat de Zambie (1) : - Champion : 1975. - Coupe de Zambie : - Finaliste : 1975. |  | Zambie - Coupe d'Afrique des nations : - Finaliste : 1974. |

### Palmarès d'entraîneur
| Green Buffaloes - Championnat de Zambie (2) : - Champion : 1979 et 1981. - Coupe de Zambie : - Finaliste : 1980. |  | Highlanders - Coupe du Zimbabwe (1) : - Vainqueur : 2005. - Trophée de l'Indépendance : - Finaliste : 2003, 2004 et 2005. - Supercoupe du Zimbabwe (1) : - Vainqueur : 2005. |